# Thurston Moore
Thurston Joseph Moore, född 25 juli 1958 i Coral Gables i Florida, är en amerikansk musiker, mest känd som gitarrist och sångare i det alternativa rockbandet Sonic Youth och Chelsea Light Moving. Moore har även släppt soloalbum och samarbetat med en mängd andra musiker och band. Han driver skivbolaget Ecstatic Peace!.

## Biografi
Thurston Moore föddes i Coral Gables i Florida och växte upp i Bethel i Connecticut. Han studerade vid Western Connecticut State University men ville flytta till New York istället. Han lärde sig att spela gitarr av Glenn Branca och grundade snart Sonic Youth där han var gitarrist och sångare. 1984 gifte han sig med Sonic Youths basist, gitarrist och sångare Kim Gordon. Gordon och Moore har en dotter, Coco Hayley Gordon Moore. Paret separerade 2011 och skilde sig 2013.
Vid sidan om Sonic Youth har Moore även släppt ett antal soloskivor, som 1995 års Psychic Hearts och 2007 års Trees Outside the Academy. Han har samarbetat med flera andra artister och band som DJ Spooky, Jad Fair, Nels Cline, William Hooker, Christian Marclay, R.E.M. samt Cock E.S.P. Under mitten av 1990-talet startade han ett sidoprojekt, The Dim Stars, tillsammans med punklegenden Richard Hell. År 2004 producerade han ett album för noisebandet To Live and Shave in L.A. År 2005 släppte han boken Mix Tape: The Art of Cassette Culture.
Tidningen Rolling Stone rankade 2003 Moore och Lee Ranaldo (även han i Sonic Youth) som de 33:e och 34:e bästa gitarristerna.
Thurston Moore har recenserat ny musik i Arthur Magazine.

## Diskografi

### Solo
- 1995 – Psychic Hearts
- 1996 – Piece for Jetsun Dolma
- 1997 – Lost to the City
- 1999 – Root
- 1999 – Promise (med Evan Parker och Walter Prati)
- 2001 – Three Incredible Ideas
- 2007 – Trees Outside the Academy
- 2011 – Demolished Thoughts

### Med Chelsea Light Moving
- 2013 – Chelsea Light Moving

### Med Pvre Matrix
- 2015 – Burning Sulfur

### Med Thurston Moore Group
- 2019 – Spirit Counsel